# Teresa Ciceri Castiglioni
Teresa Ciceri Castiglioni, född 1750, död 1821, var en italiensk agronom och uppfinnare. Hon tillhörde adeln och var verksam i jordbruket på sin makes gods. Hon är känd för att ha introducerat potatisodling i sin del av Italien, och lyckades utveckla tråd från lupinens stam.